# まんがタイムきららカリノ
『まんがタイムきららカリノ』(Mangatime Kirara Carino)は芳文社から2012年1月に発刊された漫画雑誌。

## 概要
キャッチコピーは「最旬、ドラマチックヒロイン誌」。4コマ漫画誌である『まんがタイムきらら』に対し、ストーリー漫画で構成されている。
代表作は創刊時から表紙を飾る蒼樹うめの「マドの向こう側」。
季刊誌を銘うっているが雑誌コード上はコミックスであり、まんがタイムKRコミックス（アンソロジーコミック）扱いの単行本として発刊されている。

## 発刊
| vol. | 第1刷発行日    | 発売日         | ISBN              |
| ---- | -------------- | -------------- | ----------------- |
| 1    | 2012年2月11日  | 2012年1月27日  | 978-4-8322-4108-4 |
| 2    | 2012年5月11日  | 2012年4月26日  | 978-4-8322-4147-3 |
| 3    | 2012年8月10日  | 2012年7月26日  | 978-4-8322-4177-0 |
| 4    | 2012年11月11日 | 2012年10月27日 | 978-4-8322-4216-6 |
| 5    | 2013年3月14日  | 2013年2月27日  | 978-4-8322-4272-2 |
| 6    | 2013年7月12日  | 2013年6月27日  | 978-4-8322-4318-7 |